# Orbacém
Orbacém era una freguesia portuguesa del municipio de Caminha, distrito de Viana do Castelo.

## Localización
Estaba situada en el límite meridional del concelho, lindando ya con el de Viana do Castelo.

## Historia
Fue suprimida el 28 de enero de 2013, en aplicación de una resolución de la Asamblea de la República portuguesa promulgada el 16 de enero de 2013 al unirse con la freguesia de Gondar, formando la nueva freguesia de Gondar e Orbacém.